# Fernando Colunga
Fernando Colunga (n. 3 martie 1966, Ciudad de México, Mexic) este un actor mexican de telenovele. A jucat în mai multe seriale printre care se număra și „Maria La Del Barrio” în rolul Luis Fernando.

## Filmografie

### Telenovele
- El Carruaje (1987)
- Dulce Desafío (1988) - Doble
- Cenizas y Diamantes (1990)
- Alcanzar una estrella II (1991)
- Madres Egoistas (1991) - Jorge
- María Mercedes (1992) - Chicho
- Más Allá del Puente (1993-1994) - Valerio
- Marimar (1994) - Adrián Rosales
- Alondra (1994-1995) - Raúl Gutierrez
- María la del Barrio (1995-1996) - Luis Fernando de la Vega (protagonist)
- Esmeralda (1997) - José Armando Peñarreal (protagonist)
- La Usurpadora (1998) - Carlos Daniel Bracho (protagonist)
- Nunca Te Olvidaré (1998-1999) - Luis Gustavo Uribe (protagonist)
- Cuento de Navidad (1999) - Jaime
- Abrázame Muy Fuerte (2000-2001) - Carlos Manuel Rivero (protagonist)
- Navidad Sin Fin (2001) - Pedro (protagonist)
- Amor real (2003) - Manuel Fuentes Guerra (protagonist)
- Alborada (2005-2006) - Luis Manrique y Arellano (protagonist)
- Pasion (2007) - Ricardo de Salamanca y Almonte (protagonist)
- Manana es para siempre(2008-2009) - „Eduardo Juárez Cruz” (protagonist)
- Soy Tu Dueña (2010) - „José Miguel Montesinos” (protagonist)
- Porque el amor manda ( 2012) - Jesus Garcia ( protagonist )

Pasion y poder (2015) - Eladio Gomez-Luna (antagonist)

### Filme
- El Mar
- Fuente Ovejuna
- Los Hijos del Sol
- La Cenicienta
- Marianela
- Bésame en la Boca (1995)
- Ladrón que roba a ladrón (2007)
- Ladrones (2015)

### Teatru
- Pecado No Original
- Un Engaño No Hace Daño
- Trampa de Muerte
- Manos Quietas
- Obscuro Total